# شوک حرارتی
شوک حرارتی یا گرمایی (به انگلیسی: Thermal Shock) زمانی اتفاق می‌افتد که آهنگ تغییر دما باعث انبساط بخش‌ها مختلف یک شی به میزان متفاوت شود. این اختلاف در میزان انبساط بخش‌های مختلف یک شی را می‌توان تنش (Stress) یا کشش (strain) نیز دانست. میزان این تنش وارد شده به شی در نقطه ای از مقاومت کششی نهایی شیء بیشتر شده و باعث ایجاد ترک در بدنه شیء می‌شود. اگر چیزی مانع از انتشار این ترک‌ها نشود، به تدریج این ترک‌ها باعث از بین رفتن و دگرگونی ساختار شیء می‌شوند.
آزمایش شوک حرارتی که در صنایع تولیدی و آزمایشگاه‌های استاندارد به صورت گسترده از آنها استفاده می‌شود، آزمایشی است که با قراردادن محصول در معرض دمای بالا و پایین به صورت متناوب فرایند شکست و تغییر ساختار محصول در شرایط واقعی را به صورت تسریع یافته و در بازه ای کوتاه شبیه‌سازی می‌کند. در این آزمایش تغییر دما بین حداکثر و حداقل تعیین شده به سرعت و با شیب بیش از ۱۵ درجه سانتی گراد بر دقیقه اتفاق می‌افتد.
قطعات سرامیکی و شیشه‌ای به دلیل چقرمگی کم، رسانایی حرارتی پایین و ضریب انبساط حرارتی بالا مستعد این نوع شکست هستند.